# Nicolas-Philibert Le Chandelier de Pierreville
Nicolas-Philibert Le Chandelier de Pierreville, dit aussi Chandelier, Le Chandelier ou Pierreville, né le 20 août 1771 à Beautot, est un militaire français, et chef chouan de la Mayenne pendant la Révolution française.

## Biographie
Officier de talent, hautement apprécié par Claude-Augustin Tercier et par Jacques Duchemin des Cépeaux qui le connut personnellement, « actif, brave, intelligent, doux et ferme, prudent et audacieux à la fois », il appartenait à une famille anglaise qui avait suivi le roi Jacques en exil, il quitta la carrière ecclésiastique à laquelle on le destinait et apprit le commerce chez un négociant de Rouen.
Enrôlé dans le régiment de la Montagne et se trouvant, en janvier 1794, en garnison à Ernée, il fut de ceux qui s'entendirent avec Jean Chouan pour lui fournir 25 hommes et des uniformes, et aider ainsi à la délivrance du prince de Talmont.
Ses relations avec les chouans continuèrent à Mayenne, où il était en mai 1794, jusqu'au jour où, en cantonnement à Bazougers, il déserta et se joignit définitivement à eux.
Entré d'abord dans la bande de La Ramée, il se mit bientôt en communication avec Jambe d'Argent, blessé au Combat de la Ramée, qui le chargea de se concerter avec les chouans de la rive droite de la Mayenne pour s'emparer des armes et des munitions déposées au château d'Entrammes. 
Le 13 octobre 1794, l'affaire ne réussit pas, à la suite de la fuite de Moulins. L'échec lui servit à décider les chouans à prendre pour chef Monsieur Jacques, qui l'attacha à son état-major.
Après le départ de celui-ci pour l'Anjou, Le Chandelier fut nommé capitaine de Bazougers et essaya de couper, durant tout l'hiver de l'an III, les communications de Laval avec Le Mans et Sablé. Quand Cormatin vint à Bazougers avec le général Humbert pour obtenir les adhésions des chouans au règlement qui y fut arrêté le 7 mai 1795, il ne dut la vie qu'à Le Chandelier, qui fut obligé de l'accompagner jusqu'à 
Laval.
Les hostilités bientôt reprises, c'est à son habileté que furent dues en partie, les succès des combats de Louvigné, de Bazougers, de Meslay-Forcé (31 mai 1795), où il reçut une balle dans la cuisse. C'est lui d'ailleurs qui, comme major général, dirigeait les opérations sous Michel Jacquet dit Taillefer, qu'il avait fait élire comme chef en remplacement de Monsieur Jacques. Il garda ses fonctions de major après la mort de Taillefer, sous le général Tercier, et, à l'affaire de Bazougers (27 mars 1796), il put avec 600 hommes refouler le commandant Œhlert qui accourait de Meslay au secours des républicains en déroute. Attaqué de nouveau à Bazougers, pendant l'absence de Tercier qui visitait le canton de Rochambeau, Le Chandelier repoussa les patriotes qui se réfugièrent dans le clocher de 
Meslay, où ils subirent un siège de 8 heures, et qui durent leur salut à une colonne de 200 hommes accourus de Ballée.
Resté caché dans le pays après la pacification, il fut trahi, livré par un ancien chef de chouans, Mathurin-Maurice de Vallois dit Maurice, et arrêté à Laval chez la citoyenne Brillet, couturière en haut de la Grande-Rue (20 fructidor an VI, 6 septembre 1798). Envoyé au Temple où il resta 10 mois, il fut ensuite transféré à Caen pour y être jugé. Enlevé à son escorte pendant un transfert près d'Évreux par Hingant de Saint-Maur, un officier chouan de Frotté, il se rendit, l'un des premiers, auprès de Bourmont, qui le mit à la tête de la division du Perche (14e légion).
Il se maria à Mortagne avec Caroline de Rougemont, fille de l'ancien gouverneur de Vincennes et cousine de Puisaye.
Après quelques succès, dont le plus important fut la prise de Bellême (21 janvier 1799), il éprouva 6 jours plus tard une défaite complète au Mesle-sur-Sarthe et dut faire sa soumission après la prise de Frotté et la désorganisation de la légion du Perche.
La police consulaire, qui lui reprochait une violente proclamation « contre l'aventurier italien Bonaparte » le fit arrêter sur la route de Mortagne et interner à Sens, d'où il put encore s'évader.
Après avoir essayé en vain d'agiter le Maine, ce jeune homme « de 5 pieds 6 pouces », au long nez planté dans un visage ovale, put gagner, déguisé en marchand de bœufs, l'Angleterre, où le Comte d'Artois lui donna la Croix de Saint-Louis. À la Restauration, il revint habiter Mortagne-au-Perche.

## Sources et bibliographie
- « Nicolas-Philibert Le Chandelier de Pierreville », dans Alphonse-Victor Angot et Ferdinand Gaugain, Dictionnaire historique, topographique et biographique de la Mayenne, Laval, A. Goupil, 1900-1910 [détail des éditions] (BNF 34106789, présentation en ligne)
- Dictionnaire des Chouans de la Mayenne, d'Hubert La Marle, Éditions régionales de l'Ouest, Mayenne, 2005.